# James Forbes
James Forbes, född 18 juli 1952 på Fort Rucker i Dale County, Alabama, död 21 januari 2022 i El Paso, Texas, var en amerikansk basketspelare som tog OS-silver i basket 1972 i München. Detta var USA:s första silver och tillika den första förlorade guldmedaljen i herrbasket i olympiska sommarspelen.